# Phyllodactylus baurii
Phyllodactylus baurii (листопалий гекон Баура) — вид геконоподібних ящірок родини Phyllodactylidae. Ендемік Галапагоських островів. Вид названий на честь німецького герпетолога Георга Баура.

## Опис
Тіло (не враховуючи хвоста) сягає 5 см завдовжки. Верхня частина тіла коричнювато-сіра, поцяткована темно-коричневими смугами. Нижня частина тіла жовтувато-біла, поцяткована дрібними темно-коричневими плямками. Середній розмір яйця становить 10,5×7,5 мм.

## Поширення і екологія
Phyllodactylus baurii мешкає на острові Флореана в архіпелазі Галапагоських островів та на сусідніх острівцях. Вид поширений в сухих чагарникових заростях.